# Vasszív (televíziós sorozat)
A Vasszív (eredeti cím: Ironheart) 2025-ös amerikai szuperhős sorozat, amelyet Chinaka Hodge készített. Az Marvel-moziuniverzum (MCU) tizennegyedik televíziós sorozata. A főbb szerepekben Dominique Thorne, Anthony Ramos, Lyric Ross, Alden Ehrenreich és Regan Aliyah látható.
A produkció az Egyesült Államokban 2025 június 24-én, Magyarországon 2025. június 25-én debütált a Disney+-on. A sorozat az MCU ötödik fázisának utolsó darabja.

## Ismertető
A Fekete Párduc 2. eseményei után Riri Williams, az MIT hallgatója hazatér Chicagoba, ahol összetűzésbe kerül a titokzatos Parker Robbins-szal. A találkozás során Riri olyan titkokra bukkan, amelyek a technológia és a mágia szembenállását tárják fel, és ez egy veszélyekkel és kalandokkal teli útra vezeti őt.

## Szereplők

### Főszereplők
| Szerep                              | Színész                     | Magyar hang          | Leírás |
| ----------------------------------- | --------------------------- | -------------------- | --- |
| Riri Williams / Vasszív             | Dominique Thorne            | Ladányi Júlia        | MIT-hallgató és zseniális feltaláló Chicagoból, aki egy olyan páncélt épített, amely vetekszik Vasember által készített páncéllal. |
| Riri Williams / Vasszív             | Alyse Elna Lewis (fiatalon) | Koch-Bulla Zelda     | MIT-hallgató és zseniális feltaláló Chicagoból, aki egy olyan páncélt épített, amely vetekszik Vasember által készített páncéllal. |
| Natalie Washington / N.A.T.A.L.I.E. | Lyric Ross                  | Rudolf Szonja        | Riri elhunyt legjobb barátja, akinek emlékére Riri létrehozza a mesterséges intelligenciát. |
| John                                | Manny Montana               | Mészáros Tamás       | Robbins unokatestvére, valamint bandájának tagja, aki késsel harcol. |
| Xavier Washington                   | Matthew Elam                | Kádár-Szabó Bence    | Riri szomszédja és barátja, valamint Natalie testvére. |
| Ronnie Williams                     | Anji White                  | Kéri Kitty           | Riri anyja. |
| Wilkes                              | Jim Rash                    | Seder Gábor          | A MIT dékánja. |
| Stuart Clarke / Tomboló             | Eric André                  | Patkós Márton        | Technológiai szakértő, Robbins csapatának tagja. |
| Madeline Stanton                    | Cree Summer                 | Pikali Gerda         | Ronnie extravagáns barátja, Zelma édesanyja, valamint a Kamar-Taj egykori tanítványa, aki jelenleg egy közös cukorka- és varázsboltot vezet. |
| Bohóc                               | Sonia Denis                 | László Lili          | Pirotechnikai szakértő, Robbins csapatának tagja. |
| Skuló                               | Shea Couleé                 | Lestyán Attila       | Madripoorból származó hacker és Robbins bandájának nem-bináris tagja. Korábban nőimitátorként lépett fel, jelenleg pedig az a célja, hogy a kiváltságosoktól elvett vagyont visszajuttassa a chicagoi közösséghez. |
| Roz Blood                           | Shakira Barrera             | Berényi Nóra         | Testvérek, Robbins bandájának izomemberei, egykori sportolók, akik utcai harcossá váltak. |
| Jeri Blood                          | Zoe Terakes                 | Bukovszky Orsolya    | Testvérek, Robbins bandájának izomemberei, egykori sportolók, akik utcai harcossá váltak. |
| Parker Robbins / Csuklya            | Anthony Ramos               | Ember Márk           | Bandavezér és Riri korábbi szövetségese, aki azóta az ellenségévé vált. Egy csuklyát visel, amely lehetővé teszi számára, hogy sötét varázslatokat és mágiát használjon. Humboldt Park nevű városrészből származik, ahol az édesanyja nevelte fel, aki a Young Lords nevű, Puerto Rico-i utcai bandából lett aktivista szervezet tagja volt. |
| Ezekiel „Zeke” Stane                | Alden Ehrenreich            | Blahó Gergely        | Technológiai etikai szakértő és feketepiaci fegyverkereskedő, aki Stark néhai mentorából lett ellenségének, Obadiah Stane-nek a fia. Rejtőzködve él „Joe McGillicuddy” álnéven. |
| Zelma Stanton                       | Regan Aliyah                | Staub Viktória       | Riri barátja és Madeline lánya, aki a misztikus művészeteket gyakorolja. |
| Arthur Robbins                      | Paul Calderón               | Bezerédi Zoltán      | Az Artworks vezérigazgatója és Parker édesapja. |
| Mephisto                            | Sacha Baron Cohen           | Bányai Kelemen Barna | Másik dimenzióból származó démon, aki Robbinsnak adta a csuklyát. |

### Mellékszereplők
| Szerep        | Színész            | Magyar hang            | Leírás                                               |
| ------------- | ------------------ | ---------------------- | ---------------------------------------------------- |
| Landon        | Harper Anthony     | Gyetvai Martin         | Utcagyerek, aki alkalmi munkákért pénzt kér Riritől. |
| Gary Williams | LaRoyce Hawkins    | Horváth-Töreki Gergely | Riri elhunyt mostohaapja.                            |
| Heather       | Tanya Christiansen | Nádorfi Krisztina      | Zeke szomszédja.                                     |
| Saba          | Saba               | Eredeti hang           | Amerikai rapper és zenei producer.                   |

### Magyar változat
- Magyar szöveg: Gáspár Bence
- Szakértő: Aradi Gergely
- Hangmérnök: Jacsó Bence
- Vágó: Kajdácsi Brigitta
- Gyártásvezető: Gelencsér Adrienne
- Szinkronrendező: Tabák Kata
- Produkciós vezető: Hagen Péter
- Keverőstúdió: Shepperton International
- Művészeti vezető: Dominika Kotarba

A szinkront a Mafilm Audio Kft. készítette el.

## Epizódok
| Sor. | Év. | Cím                                                            | Rendező       | Író                                      | Premier                           |
| --- | --- | -------------------------------------------------------------- | ------------- | ---------------------------------------- | --------------------------------- |
| 1. | 1.  | Vigyél haza (Take Me Home)                                     | Sam Bailey    | Chinaka Hodge                            | 2025. június 24. 2025. június 25. |
| Riri Williams kérését, hogy az MIT hosszabbítsa meg ösztöndíját még egy évvel, elutasítják, majd ki is zárják az egyetemről, miután a dékánok tudomására jut, hogy Riri pénzért segített más diákoknak és iskoláknak plágiumban. Riri ezután új páncéljában hazautazik Chicagoba, ahol még mindig gyászolja legjobb barátja, Natalie Washington, valamint mostohaapja, Gary halálát, akik egy lövöldözésben vesztették életüket. Riri megosztja Natalie testvérével, Xavierrel, hogy szeretné, ha komolyan vennék a tehetségét, és nemcsak egy zseninek vagy különcnek látnák. Ekkor John megkeresi őt, hogy csatlakozzon unokatestvére, Parker Robbins bandájához. Amikor Riri meglátogatja Robbins rejtekhelyét, az egy gázzal feltöltött liftbe zárja őt, hogy letesztelje a képességeit, Riri csak nagy nehézségek árán, de sikeresen kijut. Bár kezdetben visszautasítja a részvételt a következő három rablásban, végül elfogadja, amikor Robbins pénzbeli ellenszolgáltatást ajánl. Otthon Riri kitör édesanyja, Ronnie ellen, akit azzal vádol, hogy nem érti meg őt és nem kezeli a veszteséget. Ronnie azonban szembesíti azzal, hogy Riri elfojtja a gyászát, és nem dolgozta még fel a történteket. A gyász feldolgozatlansága miatt, amikor Riri mesterséges intelligenciát kezd fejleszteni, az Natalie digitális másaként kel életre, ezáltal barátnője emlékét szó szerint beépíti a technológiájába, így próbálva megőrizni őt. |     |                                                                |               |                                          |                                   |
| 2. | 2.  | Hol az igazi Natalie? (Will the Real Natalie Please Stand Up?) | Sam Bailey    | Malarie Howard                           | 2025. június 24. 2025. június 25. |
| Riri megismeri Csuklya bandáját, akik egy TNNL-demonstrációt vesznek célba, amelynek célja, hogy Chicago teherszállító alagútjait magán-autópályává alakítsák, a helyi közösségek kárára. Mivel páncélja még nincs teljesen kész, Riri Evanstonba utazik, hogy felkeresse Joe McGillicuddyt, egy feketepiaci fegyverkereskedőt, akit mesterséges intelligenciája, N.A.T.A.L.I.E. ajánl neki. Joe megosztja nézetét, miszerint a technológia az emberiség javát szolgálhatja. Közben N.A.T.A.L.I.E. – Natalie-hez hasonló viselkedést tanúsítva – kiszökik Riri otthoni eszközeibe, ahol találkozik Ronnie-val. A rablás kezdetben zökkenőmentesen zajlik, ám N.A.T.A.L.I.E. hibája miatt Riri elejti a vírust, ami kulcsfontosságú lett volna a szabotázshoz. Végül Robbins zsarolással ráveszi a TNNL vezérigazgatóját, Shiela Zarate-t, hogy alkalmazza őket, hogy megelőzzék a további károkat. Ririt az egyik őr sarokba szorítja, de Robbins közbelép egy varázsgolyóval. N.A.T.A.L.I.E. beismeri, hogy az események felidézték Natalie halálát, és gyanakodni kezd Robbins hatalmára. Egy Saba koncert után Xavierrel, Riri megbeszéli N.A.T.A.L.I.E.-t Ronnie-val, aki azt javasolja, hogy készítsen új mesterséges intelligenciát Garyről mintázva. Riri visszautasítja, mivel nem biztos N.A.T.A.L.I.E. eredetében. Közben Joe bosszút áll szomszédján, Heatheren, aki rendszeresen nem szedi fel kutyája ürülékét, azzal, hogy lenyisszantja néhány virágát a kertjéből. |     |                                                                |               |                                          |                                   |
| 3. | 3.  | Para Van (We in Danger, Girl)                                  | Sam Bailey    | Francesca Gailes és Jacqueline J. Gailes | 2025. június 24. 2025. június 25. |
| A rablás után fokozódik a feszültség, amikor Riri és a banda egyik tagja, Bohóc, hozzáérnek Robbins varázserejű csuklyájához, ezért John leteremti őket. Robbins bejelenti következő célpontjukat: a Heirlum nevű biotechnológiai céget, amelynek innovációi kárt okoznak a kisgazdáknak. Riri megkérdőjelezi a rablásaik erkölcsi hátterét, de Robbins ragaszkodik ahhoz, hogy a nagyság eléréséhez erkölcsileg szürke döntésekre van szükség, és saját erejét is a csuklyának tulajdonítja. Közben N.A.T.A.L.I.E. elégedetlen azzal, hogy Riri bűnöző bandával dolgozik, és arra biztatja, hogy fejlessze tovább a páncélját, hogy az többé ne korlátozza a hozzáférését. Miután a banda egykori tagja, Stuart Clarke meghal, Riri gyanakodni kezd Robbins csuklyájára, és felkeresi Joe-t, akiről kiderül, hogy valójában Zeke Stane, Obadiah Stane fia. Zeke, aki saját kísérletei során megsérült, figyelmezteti Ririt, hogy ne kövesse el ugyanazokat a hibákat, mint az apja, és ad neki egy biomesh bőrmintát, amely elrejti a fejlesztéseket. A Heirlum elleni rablás során Riri aktiválja N.A.T.A.L.I.E.-t a páncéljában, és titokban megpróbálja elvágni Robbins csuklyáját, miközben az a vezérigazgatóval, Hunter Masonnal tárgyal. Azonban a vágót érzékeli a rendszer, és beindul egy gázürítő mechanizmus. Robbins megöli Masont és a biztonságiakat, míg Riri N.A.T.A.L.I.E. segítségével kimenekíti a csapatot. John tévesen azt hiszi, hogy Riri ölte meg Robbinst, ezért beismeri, hogy ő végzett Clarke-kal, és rátámad Ririre. A lány éppen csak túléli a támadást N.A.T.A.L.I.E. segítségével, viszont elveszíti a biomesh bőrt. John végül megfullad, miután egy lezárt helyiségbe marad, Riri pedig jelentést tesz Parkernak a történtekről. John halála miatt Robbins összeomlik, majdnem eldobja a csuklyát, miközben valakinek kiabálva azt mondja, hogy bízott benne, ám látomása lesz, amely Ririt teszi felelőssé. N.A.T.A.L.I.E. eközben azon dolgozik, hogy segítsen Ririnek túljutni a pánikrohamán. |     |                                                                |               |                                          |                                   |
| 4. | 4.  | Rossz mágia (Bad Magic)                                        | Angela Barnes | Amir Sulaiman                            | 2025. július 1. 2025. július 2.   |
| Mivel tudja, hogy Parker a nyomában van, Riri megvizsgálja a visszaszerzett csuklya darabját, és rájön, hogy az egyfajta energiaforrás számára. Zeke-et letartóztatták a banda rablása miatt, mivel a hátrahagyott biomesh alapján őt azonosították, és emiatt haragszik Ririre. Lánya miatt aggódva és segíteni akarva Ronnie elviszi Ririt régi barátnőjéhez, Madeline Stantonhoz – a Kamar-Taj egykori tanítványához – és annak lányához, Zelmához. A Stantonok megvizsgálják a csuklya töredékét, és megállapítják, hogy az egy sötét dimenzióból származik, ami valószínűleg befolyásolja Parkert, majd hirtelen kitessékelik Ririt és Ronnie-t az üzletből. Ronnie elmondja, mennyire frusztrálja, hogy Riri soha nem nyílik meg neki, mire Riri visszavág, és távozik. Csalódottan, hogy nem jutott előbbre a páncéllal kapcsolatos kutatásában, Riri találkozik Xavierrel, aki megdöbbenve tapasztalja, hogy N.A.T.A.L.I.E. elhunyt húga kinézetét utánozza. N.A.T.A.L.I.E. megsértődik és elmegy, amikor Riri elkezdi fontolóra venni Xavier kérését, hogy törölje őt. Közben Parker kiszabadítja Zeke-et a börtönből, hogy Riri helyére toborozza, és a banda segíti a bionikus fejlesztések beültetését a testébe, Skuló azonban titokban Parkert teszi az irányítás központi alakjává. Parker ezután a bandát Riri megölésére küldi, mivel őt hibáztatja John haláláért. |     |                                                                |               |                                          |                                   |
| 5. | 5.  | Szívat a karma (Karma's a Glitch)                              | Angela Barnes | Cristian Martinez                        | 2025. július 1. 2025. július 2.   |
| Riri találkozik Zelmával, aki úgy véli, hogy a csuklya Dormammutól származik. A banda megérkezik, hogy megölje Ririt, de ő visszaveri őket, miután elküldi Zelmát. A Bohóccal vívott harc közben Riri elárulja neki, hogy John ölte meg Clarke-ot, majd N.A.T.A.L.I.E. segít Ririnek elmenekülni a páncéllal. N.A.T.A.L.I.E. azonban továbbra is sértett, és kikapcsolja magát. Ririt ezután megtámadja Zeke, aki most már bionikus implantátumokkal van felszerelve, amelyek áramot bocsátanak ki. Zeke szétszedi Riri páncélját, de életben hagyja, és azt tanácsolja, hogy hagyja el a várost. Riri édesanyjához fordul segítségért, de Ronnie szembesíti azzal, hogy megszállottja lett a páncélnak. Riri bevallja, hogy azért készítette a páncélt, mert úgy érzi, az segíthetett volna megmenteni Natalie-t és Garyt, amikor megölték őket. Ronnie, Xavier és a visszatérő N.A.T.A.L.I.E. úgy döntenek, segítenek Ririnek egy új páncél megépítésében Gary garázsában, abban az autóban, amin Gary és Riri együtt dolgoztak a halála előtt. Zelma mágikus energiával ruházza fel az új páncélt, hogy ellenálljon Parker erejének, de ez N.A.T.A.L.I.E. végleges törlésével jár. Zeke és Bohóc hazudnak Parkernek Riri haláláról; Zeke elutasítja Parker ajánlatát, hogy teljes állásban csatlakozzon a csapathoz. Bohóc segít a csapatnak leleplezni Clarke hamis boncolási jelentését, és közösen Parkert vádolják meg a gyilkosságért. Parker dühében kirúgja őket, amitől a csuklya korrupciója még jobban eluralkodik a testén. Parker arra kényszeríti Zeke-et, hogy segítsen betörni apja, Arthur Robbins otthonába, aki az Artworks vezérigazgatója, és részvényt birtokol minden olyan vállalatban, amelyeket Parkerék kiraboltak. Parker ráveszi apját, hogy írja alá a szerződéseket. |     |                                                                |               |                                          |                                   |
| 6. | 6.  | A múlt az a múlt (The Past Is the Past)                        | Angela Barnes | Chinaka Hodge                            | 2025. július 1. 2025. július 2.   |
| A múltban Parker megpróbálja kirabolni Arthur kastélyát Johnnal, majd megszöknek és különválnak, később pedig találkoznak Mephistóval. Mephisto biztosítja Parkert, hogy segíthet neki elérni hatalmi, tiszteleti és vagyoni vágyait, és Parker elfogadja az alkut. A jelenben, üresnek érezve magát, Parker azzal vádolja Mephistót, hogy nem teljesítette az ígéretét, mire Mephisto azt válaszolja, hogy már megadta neki, amire szüksége volt. Mivel nem tudja újraalkotni N.A.T.A.L.I.E.-t, Riri ellenáll családja és barátai tanácsának, és Parker főhadiszállására megy, ahol harcol a vonakodó Zekével, aki hagyja, hogy Riri kiüsse, hogy újraindulhasson és megszabaduljon Parker irányítása alól. Riri szembeszáll Parkerrel, és követeli a csuklyáját, de ő figyelmezteti, hogy az ára túl nagy lesz. A két fél harcol, és Riri sikeresen leveszi Parker csuklyáját, aki így örök fájdalomban szenved. Ahogy távozni készül, Riri találkozik Mephistóval, aki megfigyelte őt, és ajánlatot tesz neki. Riri elfogadja, feltéve, hogy Mephisto békén hagyja a szeretteit. A garázsában Riri újra találkozik feléledt Natalie-val, akit megölel, miközben Mephisto jelei terjednek Riri bőrén. A stáblista után Parker Zelmától kér segítséget. |     |                                                                |               |                                          |                                   |

## A sorozat készítése
A Marvel Comics karakterén, Vasszíven alapuló film forgatókönyvét Jada Rodriguez írta, és 2018 júliusában felkerült a Black Listre. 2020 decemberében Kevin Feige, a Marvel Studios elnöke bejelentette, hogy a Vasszívből sorozatot készítenek a Disney+-ra. 2021 áprilisában Chinaka Hodge lett a sorozat vezető írója. 2022 márciusában Anthony Ramos, a sorozat egyik színésze elárulta, hogy Ryan Coogler, a Fekete Párduc és a Fekete Párduc 2. rendezője is részt vesz a produkcióban. Riri Williams karaktere először a Fekete Párduc folytatásában tűnik fel Dominique Thorne alakításában és Coogler produkciós cége, a Proximity Media együtt dolgozott a Marvel Studiosszal a Disney+ egyes sorozatain a The Walt Disney Companyval kötött televíziós megállapodás keretében. Áprilisban megerősítették, hogy a Proximity Media producerként vesz részt a sorozatban, ekkor csatlakozott Sam Bailey és Angela Barnes, akik egyenként három-három epizódot rendeznek. Az sorozat összesen hat epizódból áll, a Marvel Studios „Marvel Television” címkéje alatt jelenik meg. A sorozat vezető producerei többek között Kevin Feige, Louis D'Esposito, Brad Winderbaum és Zoie Nagelhout (Marvel Studios), valamint Ryan Coogler, Zinzi Coogler és Sev Ohanian (Proximity Media), továbbá Chinaka Hodge. Eve Ewing, az Vasszív egyik képregényes alkotója, tanácsadó producerként vett részt a munkában.

### Forgatás
A forgatás 2022 májusának végén zajlott Chicagoban, hogy háttérfelvételeket és külső beállítóképeket rögzítsenek. A forgatás 2022. június 2-án kezdődött meg Atlanta városában található Trilith Studiosban. Szeptemberben forgattak az atlantai Sweet Auburn városrész Edgewood Avenue-ján is, ahol egy épületet Chicago-i White Castle étteremként rendeztek be. A forgatás 2022. október 24-én folytatódott Chicagóban, és november 3-ig tartott a város South Side, Near North Side és belvárosi részein. A forgatás 2022 novemberének elején fejeződött be, bár további felvételekre 2024 februárja és áprilisa között is sor került. A forgatás során egy teljes, valóságos Vasszív-páncélt is készítettek, hogy segítsen a világítási és vizuális effektek referenciájaként, hasonlóan az MCU első filmjében, A Vasemberben alkalmazott technikákhoz.